# حوزه علمیه قم
حوزهٔ علمیهٔ قم بزرگ‌ترین و یکی از مهم‌ترین حوزه‌های علمیه شیعیان است که در شهر قم قرار دارد. مکتب و حوزهٔ حدیثی قم (در کنار کوفه و بغداد) یکی از سه حوزهٔ حدیثی کهن در تاریخ علمی جهان تشیع بود و در قرن پیشین توسط عبدالکریم حائری یزدی در سال ۱۳۰۱ خورشیدی تجدید حیات شد؛ به‌گونه‌ای که وی را مؤسس حوزهٔ علمیهٔ قم نامیده‌اند.
حوزهٔ علمیهٔ قم، با تلاش‌های افرادی همچون میرزا محمد فیض قمی، محمدتقی بافقی، مهدی پایین‌شهری قمی، میرزا محمد ارباب قمی، محمدرضا شریعتمدار ساوجی و چند تن دیگر و در نهایت با استقرار عبدالکریم حائری یزدی (معروف به مجدِّد حوزهٔ قم) در این شهر، جانی دوباره گرفت. برای ادارهٔ این حوزهٔ علمیه، نهادها و نظام‌های مشخصی وضع شده است.
تاریخچهٔ این حوزه به دوران تأسیس قم شیعی برمی‌گردد؛ زمانی که خاندان اشعریون به‌عنوان خاندانی شیعی، از کوفه به قم مهاجرت کردند و اقداماتی در توسعهٔ این شهر انجام دادند. پس از آنکه اشعریان بر قم مسلط شدند، تبلیغ تشیع و تدریس حدیث و قرآن شروع شد. این روند تا زمانی که وکیلانی از امامان شیعه در این شهر حضور یافتند ادامه داشت. حضور فرزندان امامان شیعه و وکیلان خاص آنان، در تأسیس و پررونق شدن حوزهٔ علمیهٔ قم مؤثر بود. احتمال داده شده است که این حوزه در قرن دوم ه‍.ق تأسیس شده باشد. با روی کار آمدن سلجوقیان به عنوان حکومتی سنی، از رونق این حوزه کاسته شد. همچنین حملهٔ مغول به قم نیز منجر به کاسته‌شدن طلاب و عالمان این شهر شد؛  اما در عصر صفویان، احتمال داده شده است که حوزهٔ قم، در کنار حوزه‌های اصفهان و قزوین، به رونق خوبی رسیده باشد. در این دوره عالمان بسیاری همچون شیخ بهایی و ملاصدرا در قم به تدریس پرداخته‌اند. در دورهٔ قاجار نیز دو مدرسهٔ بزرگ فیضیه و دارالشفا در قم تأسیس شدند. در نهایت با اقداماتی که در این دوره برای رونق حوزهٔ علمیهٔ قم کشیده شد، حائری به‌عنوان مؤسس حوزهٔ نوین علمیهٔ قم به این شهر مهاجرت کرد و حوزهٔ جدیدی را تأسیس کرد. این حوزه پررونق‌ترین حوزهٔ تاریخ تشیع در قم بود که بعدها به کانون علمی شیعه در جهان اسلام مبدل شد. پس از حائری، سه تن از شاگردانش و بعد از آنها بروجردی بر حوزهٔ علمیهٔ قم زعامت کرد. پس از آن تا امروز نیز مدیریت حوزهٔ علمیهٔ قم به شورای مدیریت حوزه‌ها سپرده شد.

## تاریخچه

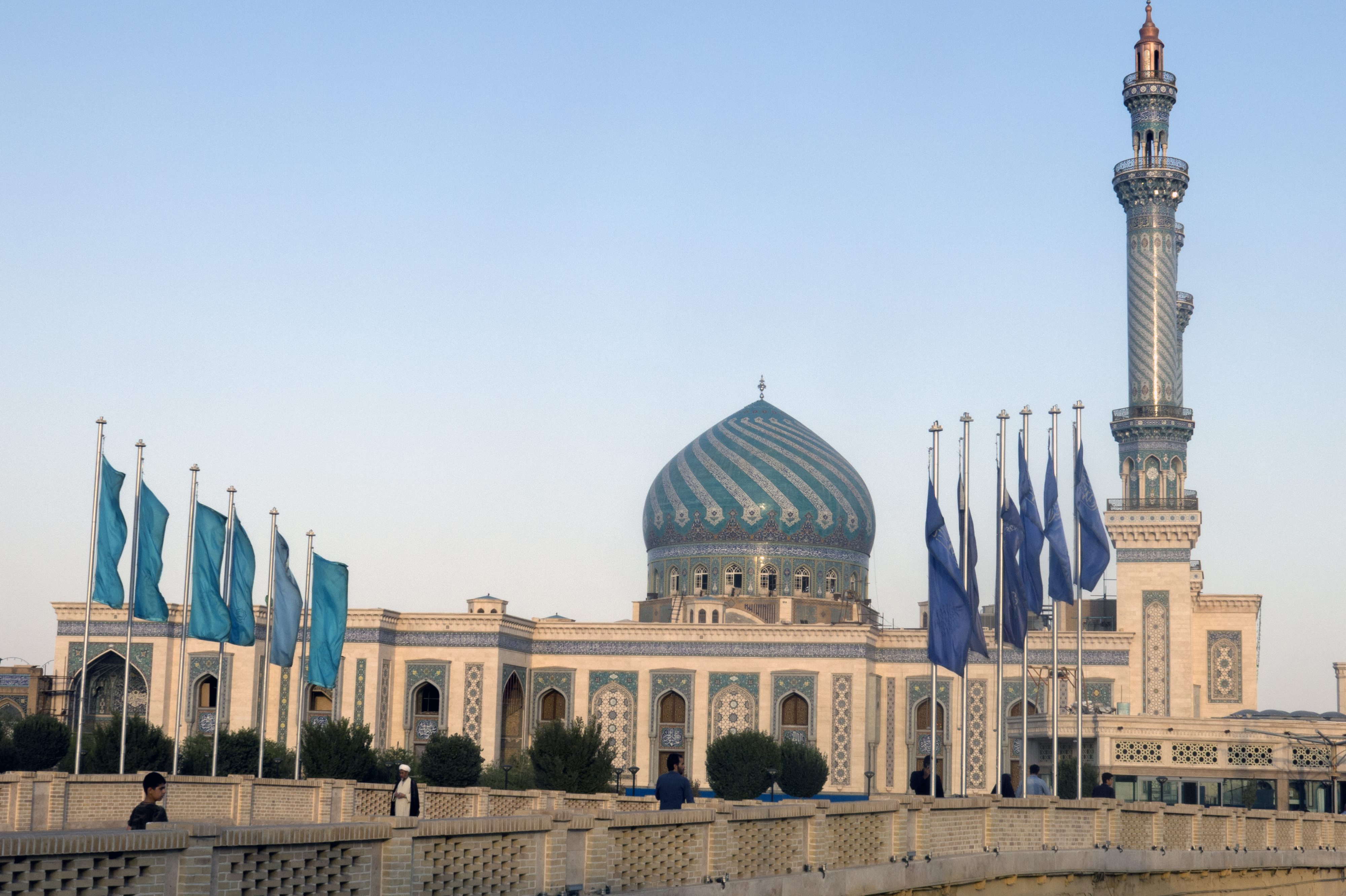
مسجد امام حسن عسکری که بنابر گزارش‌هایی توسط خاندان اشعری در قم تأسیس شده است.

### تاریخچه قم شیعی
شهر قم در سال ۲۳ ه‍.ق در آخرین سال زندگی عمر بن خطاب به دست مسلمانان تصرف شد. در نیمهٔ دوّم قرن اوّل زمینه برای پی‌ریزی قم شیعی شکل گرفت و امامان شیعه شیعیان از حوزه‌ای پر رونق در شهر قم خبر می‌دادند، از جعفر صادق نقل شده است که «به زودی کوفه از مؤمنان خالی می‌گردد، و علم از آن همچون ماری که در لانه‌اش جمع می‌شود، جمع و برچیده می‌گردد و سپس در شهری که آن را «قم» می‌گویند آشکار می‌شود و آنجا مرکز علم و فضیلت خواهد شد…» از قم به عنوان «عش آل محمد» یاد شده است. در دوران حجاج بن یوسف، جمعی از اشعری‌های کوفه به این شهر مهاجرت کردند. آنها توانست قم را که از ۱۶ آبادی جدا از هم تشکیل شده بود، به یک شهر منسجم تبدیل کنند. آنها همچنین مخالفان خود را از این شهر بیرون کردند. عبدالله بن سعد اشعری قمی، تشیع را در قم ترویج کرد؛ فرزندان او نیز به نشر قرآن و حدیث پرداختند و در نتیجه به تدریج، قم شیعی شکل گرفت. این شهر با حضور فاطمه معصومه در آن و دفن شدنش و تبدیل شدن مدفن او به زیارتگاهی برای شیعیان، از جایگاه ویژه‌ای نیز برخوردار شد.

### زمینه‌های شکل‌گیری حوزه شیعی قم

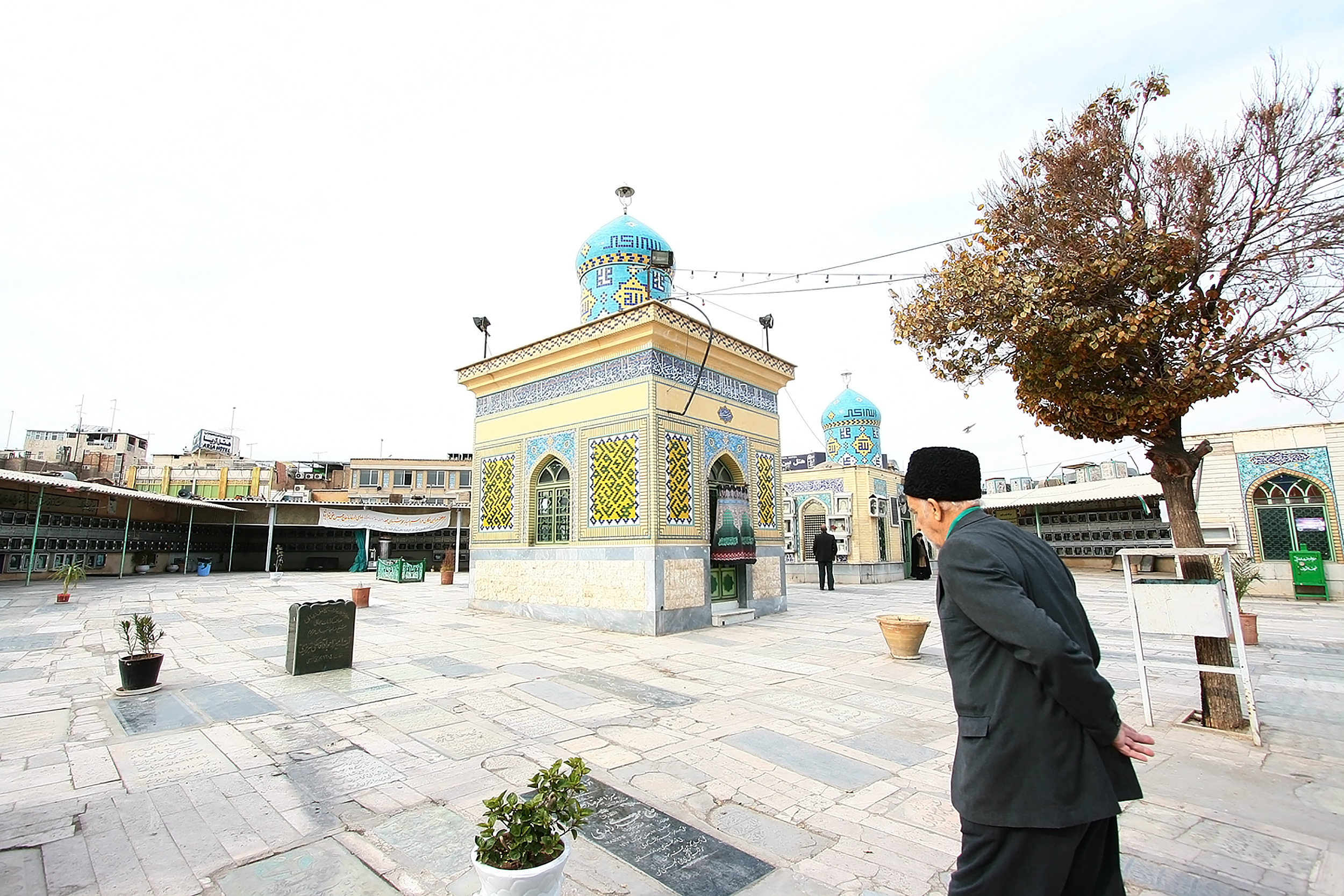
گورستان شیخان، در مجاورت حرم فاطمه معصومه (شهر قم، ایران) که محل دفن افرادی از خاندان اشعری است.

حوزه علمیه، عنوانی جدید برای سازمان‌ها، نهادها و مراکز آموزشی نظامند علوم دینی در مذهب شیعه دوازده‌امامی است. آغاز نهادهای آموزشی در امامیه، از عصر امامان شیعه شروع می‌شود. امامانی که برای شاگردان خود، کلاس‌های درس برگزار می‌کردند و در تعالیمشان از قرآن و سنت پیامبر اسلام سخن می‌گفتند. تعالیم امامان شیعه در کتاب‌هایی که بعدها اصول نام گرفت، جمع شدند و در مراکز دیگر شهرهای شیعی، تدریس یا استماع می‌شدند. این اقدامات سنگ بنای حوزه‌های علمیه در شهرهای مختلف را بنا کرد. قم که از مرکز خلافت اموی-عباسی (یعنی دمشق و بغداد) دور بود؛ از سوی دیگر به کرج ابودلف که مرکزی شیعی بود، نزدیک بود؛ فضایی آرام را برای رشد شیعه فراهم کرده بود. شیعیان کوفی نیز از این فرصت استقبال کردند و بخشی از علوم اسلامی شیعی را به این شهر منتقل کردند. مشهورترین عالم شیعی که برای اولین بار اقدام به چنین امری کرد، ابراهیم بن هاشم کوفی بود. او نخستین کسی است که حدیث علمای شیعه کوفه را به قم آورد. حوزه علمیهٔ قم در سال‌های بعد از حضور اشعریان رد قم، در حال شکل‌گیری بود، عباس فیض می‌نویسد: «در زمان قیام ابومسلم خراسانی قم پایگاه شیعه امامیه شد… و برای نخستین بار مکتب امامیه، توسط اعراب اشعری در قم افتتاح گردید که فقه شیعه به‌طور رسمی در آن تدریس می‌شد؛ که از این مکتب استادان بلندآوازه‌ای مثل «دیلمی» برخاستند که متوکل (دهمین خلیفه عباسی) او را معلم فرزندان خود نمود که در اثر تربیت شیعی یکی از فرزندانش و به خاطر جسارتی که به فاطمه زهرا نموده بود او را کشت.»
احتمال داده شده است که حوزه علمیه قم، در قرن‌های اول تا دوم ه‍.ق شکل گرفته است. جعفر مهاجر در تحقیقی که منتشر کرده است، نام ۹۱ تن از دانشمندان شیعه را گزارش می‌کند که از میان اشعری‌های کوفه، به قم مهاجرت کرده‌اند و در طول قرن اول تا چهارم در آنجا زندگی کرده‌اند. از این میان، ۲۳ نفر از آنها در قرن دوم زیست داشته‌اند. این گزارش نشانگر ان است که حوزه عملیه قم در قرن‌های اول تا دوم، فعال بوده است. ابوبکر بن عبدالله بن سعد بن مالک بن عامر اشعری، از اولین دانشمندان اشعری در قم است که از شاگردان جعفر صادق بوده است. یازده فرزند پسر او نیز از دیگر راویان و دانشمندان شیعه در قم نام برده شده‌اند. علمای شیعه در قرن سوم، رو به افزایش گذاشت و بنابر گزارش‌هایی، ۴۴ نفر از دانشمندان شیعی در این شهر ساکن بودند. این اندیشمندان از خاندان‌های اشعری، برقی، حمیری، ابن بابویه، قمی و… بوده‌اند. حضور پرشمار سادات و علویان در شهر قم، به رونق حوزه علمیه قم کمک شایانی کرد. وجود مقبره فاطمه معصومه در قم، دیگر عامل پیشرفت حوزه علمیه قم برشمرده شده است. حضور وکیلان امامان شیعه، شاگردان خاص آنان و برخی از فرزندان و فرزندزادگان آنها، سبب شد تا رونق حوزه علمیه قم، سرعت یابد. رونق این حوزه در قرن سوم تا بدانجا بود که حسین بن روح نوبختی، وکیل حجت بن الحسن در غیبت صغری، کتاب التادیب را برای بررسی صحت و سقم، به نزد عالمان شیعی قم فرستاد. علوم مقدماتی همچون ادبیات عرب، فصاحت و بلاغت، علوم قرآنی و علوم کلامی و نقلی از ماده‌های درسی در حوزه علمیه این عصر بوده است.

حدیث در قرن دوم تا چهارم هجری، مورد توجه حوزه علمیه قم قرار گرفت. همزمان با نقل حدیث در حوزه کوفه و مدینه، احادیث در حوزه قم، تدوین و تهذیب می‌شدند. کسانی چون ابراهیم بن هاشم و محمد بن خالد برقی، از پیشگامان تدوین احادیث بوده‌اند. بررسی کتاب کافی نشان می‌دهد که بیش از هشتاد درصد از مشایخ کلینی، قمی بوده‌اند و بخش عظیمی از کتاب به نقل از ابراهیم بن هاشم قمی گزارش شده است. از شاخصه‌های این حوزه حدیثی، توجه به متن حدیث و ساماندهی احادیث در موضوعات متنوع دینی است. شیخ صدوق که نماد این مکتب حدیثی به‌شمار می‌آید، آثار متنوعی در موضوعات حدیثی، فقهی و کلامی بر مبنای حدیث نوشته است.

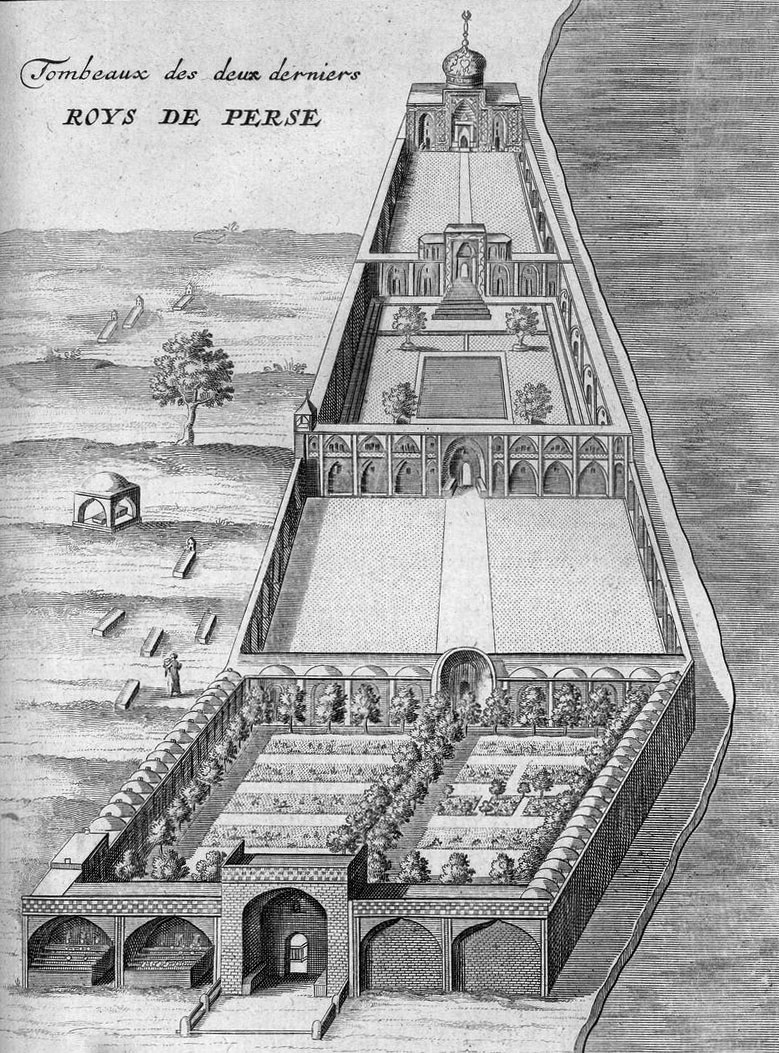
حرم فاطمه معصومه در کنار مدرسه فیضیه در زمان صفویه

### در عصر سلجوقیان
در سده‌های پنجم و ششم، قم مرکزی بزرگ برای فقهای شیعه بوده و عدّه‌ای برای تحصیل به این شهر می‌آمدند و مدارس دایری داشت. شیخ عبدالجلیل رازی وضع علمی قم را در قرن ششم شرح داده و می‌گوید: «مدارس دینی قم، دارای وسایل کافی و علما و مدرسان و مفسران می‌باشد و کتابخانه‌هایی پر از کتب فرقه‌های مختلف در آن وجود دارد. مدارسی مانند سعد صلت، اثیر الملک، زین الدین، ظهیرالدین و… پر رونق بودند.»
با روی کار آمدن سلجوقیان در قرن پنجم ه‍.ق به عنوان حکومتی سنی مذهب، از رونق حوزه علمیه قم نسبت به پیش از آن، کاسته شد. اما منتجب الدین رازی و عبدالجلیل قزوینی، گزارش می‌کنند که شکوه حوزه علمیه قم، پس از قرن پنجم و در قرن ششم، به شکوه و جایگاه سابق خود بازگشت. تعداد عالمان شهر رو به گسترش گذاشت و برخی از عالمان مناصب سیاسی چون قضاوت را عهده‌دار شدند. از عالمان مشهور قرن ششم، می‌توان به حسن بن حسولة بن صالحان قمی، ابوابراهیم بابویی، محمد بن علی نیشابوری و زین‌الدین امیرة بن شرفشاه اشاره کرد که در حوزه علمیه قم در آن دوره فعال بودند. در این دوره، مدرسه مشهور قم، مدرسه امیرة بن شرفشاه بود و البته این تنها مدرسه درآن دوران نبود. علاوه بر آن، در این دوره کتابخانه‌های مختلفی در قم یاد شده است. ده مدرسه نام برده شده برای این دوران عبارتند از: مدرسه سعد، اثیرالملک، شهید سعید عزالدین مرتضی، ظهیرالدین عبدالعزیز، ابوالحسن کمیج و مدرسه شمس‌الدین مرتضی. آورده‌اند که در این دوران، در حرم فاطمه معصومه نیز علوم دینی تدریس می‌شده است. پس از حمله مغولان به قم و کاشان، حوزه علمیه قم مجدد رو به زوال گذاشت. آقابزرگ طهرانی تعداد عالمانی که نسب قمی داشته‌اند را در قرن ششم ۳۴ نفر، در قرن هفتم ۳ نفر و در قرن نهم ۷ نفر عنوان کرده است. در دوره پس از مغول، دیگر مدارس پررونق قم وجود نداشت و فعالیت‌های حوزه قم، با فراز و نشیب‌هایی همراه بود. در این دوره مدرسه‌هایی با نام رضویه، مدرسه سورانیک و مدرسه غیاثیه در قم گزارش شده‌اند. با وجود روند رو به افول حوزه علمیه قم در این دوره، اما وجود عالمان شیعه در شهر و اصالت شیعی در میان مردمان شهر، از زوال کامل حوزه علمیه قم، جلوگیری کرد.

### در عصر صفویان
صفویان از عالمان شیعه و مذهب تشیع، حمایت‌های بسیاری علی‌الخصوص در قزوین و اصفهان داشته‌اند و احتمالا قم نیز این حمایت‌ها بی‌نصیب نبوده است. در سرتاسر حکومت صفویان، علمای شیعه غالباً در شهر قم مدتی را اقامت کرده و به تدریس مشغول بوده‌اند. مشهورترین افرادی که در این دوره به تدریس در قم پرداخته‌اند، بهاءالدین عاملی، صدرالدین شیرازی، فیض کاشانی، عبدالرزاق لاهیجی، محمدطاهر قمی، سعید قمی، میرزاحسن لاهیجی و فخرالدین ماوراءالنهری هستند.

### در عصر قاجار و پهلوی
در دوره قاجار و قرن سیزدهم ه‍. ق، دانشمندان شیعی بسیاری در حوزه قم حضور داشته‌اند، از آن میان می‌توان به میرزای قمی اشاره کرد که از شاگردان وحید بهبهانی بود. او کتاب‌های بسیاری در زمینه فقه و کلام نوشته است که برخی از آنها از آثار تدریس شده در حوزه علمیه است. محمدتقی برغانی، سید جواد فاطمی قمی و ابوالقاسم قمی از دیگر عالمان حوزه علمیه قم در عصر قاجار هستند. در دوره قاجار، دو مدرسه بزرگ دارالشفا و فیضیه تأسیس شدند.
تقریباً هشت سال قبل از اقدام عبدالکریم حائری در سال ۱۳۰۰ ه‍.ش برای تأسیس حوزه علمیه قم به صورت منسجم؛ انتقال مرجعیت از عراق به ایران و تأسیس حوزه‌های علمیه مستقل و منسجم در مشهد و قم، توسط کسانی چون اسدالله مامقانی مطرح شده بود. پیش از اینکه حائری به قم بیاید و همزمان با اواخر عصر قاجار؛ عالمان قمی تلاش‌های بسیاری برای این مهم کردند اما در نتیجه ناموفق بودند. میرزا محمد فیض قمی در سال ۱۳۳۳ از سامرا به قم آمد و مدرسه‌های دارالشفاء و فیضیه را که در آن زمان از کاربرد علمی خود خارج شده‌بود، بازسازی و احیاء کرد. او طلاب قم را رتبه‌بندی کرد و برای آنها مقرری تعیین کرد. با این وجود، و با حضور عالمانی چون میرزا جواد ملکی تبریزی و ابوالقاسم قمی، اما همچنان رونق حوزه قم، آنگونه که باید پیش نرفت. محمدتقی بافقی نیز دیگر عالم قمی بود که سعی کرد تا حوزه علمیه قم را رونق بخشد. او در سال ۱۳۳۷ به قم مهاجرت کرد و از کسانی چون ابوالقاسم قمی، مهدی فیلسوف و محمد ارباب را برای تشکیل حوزه علمیه قم به همکاری فراخواند؛ اما آنان با توجه به شرایط مردم قم، وجود عالمی خارج از شهر قم را برای این امر، لازم دانستند. همین مسئله سبب شد تا با پافشاری بافقی، محمد ارباب و محمدرضا شریعتمدار ساوجی، از حائری برای حضور در قم دعوت نمایند.

#### تأسیس و مدیریت حوزه علمیه قم

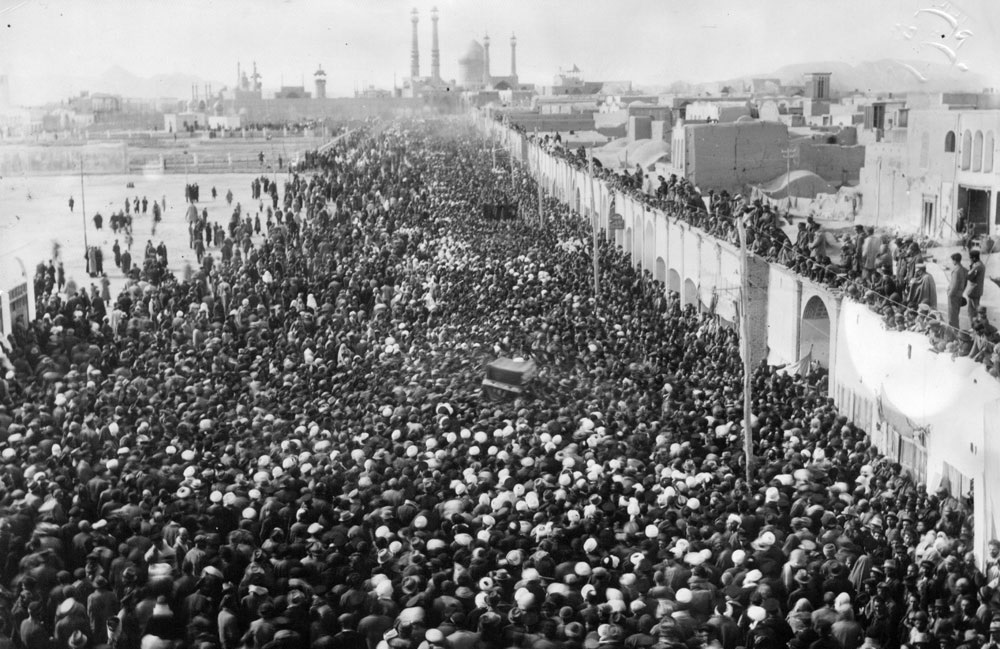
تشییع جنازه عبدالکریم حائری یزدی در قم؛ نهم بهمن ۱۳۱۵

عبدالکریم حائری یزدی که در زمان خویش، از مراجع تقلید بزرگ شیعه به حساب می‌آمد؛ پس از گذراندن دوره‌های تحصیل و تدریس در نجف و کربلا، به شهر اراک بازگشت و در آنجا حوزه علمیه‌ای بنا کرد. پس از آن، قصد کرد تا به مشهد برود و در بین راه، مدتی را در قم گذراند. آورده‌اند که او در دوران حضورش در قم، از مهجوریت حوزه علمیه قم، ناراحت بود. او چندی بعد در رجب سال ۱۳۴۰ ه‍.ق مصادف با ۱۳۰۰ ه‍.ش در پی دعوت‌های متعددی از عالمان قم، مجدد به این شهر سفر کرد. او در همان ابتدای سفر با استقبال مردم و عالمان شهر مواجه شد و از او درخواست کردند تا در قم بماند. او که در ابتدا از ماندن در قم استنکاف می‌کرد، بعد از اصرار مردمان قم، استخاره‌ای کرد و در قم ماند. تصمیم او بر ماندن در قم، به گوش شاگردانش رسید و آنها نیز به قم مراجعت کردند. از این میان می‌توان به سید محمدتقی خوانساری، سید احمد خوانساری، سید محمدرضا گلپایگانی، سید روح‌الله خمینی و محمدعلی اراکی اشاره کرد. با شروع کلاس‌های حائری یزدی در قم، حوزه علمیه قم پرتحرک شد. اقدامات حائری سبب شد تا حوزه جدید قم در همین سال یعنی ۱۳۰۰ ه‍.ش به‌طور رسمی کار خود را آغاز کند. عوامل دیگری چون حضور استادان مطرح شیعه در قم، مهاجرات عالمان به این شهر و سفر احمدشاه قاجار به قم در این رونق حوزه قم مؤثر بود. شاه دو مرتبه، یکبار برای تبریک تأسیس حوزه علمیه قم و بار دیگر برای استقبال از عالمان نجف مهاجرت کرده به قم، به این شهر رفت. عوامل دیگری چون وجود روایت‌هایی در ترغیب به زندگی در قم، مشکلات روحانیون به جهت جنگ در عراق برای حضور در عتبات، مرکزیت قم برای ایران و … نیز در تأسیس حوزه علمیه قم، مؤثر افتادند. در تحرک علمی حوزه قم و تثبیت آن، کسان دیگری چون سید ابوالحسن اصفهانی و محمدحسین نائینی نیز اثرگذار بودند. حائری نیز از حضور این دو در قم استقبال کرد و شاگردانش را در شرکت کردن در کلاس‌های آنها ترغیب می‌کرد. با برگزاری کرسی‌های درس متنوع روحانیون شیعی، طلاب علوم دینی نیز به این شهر شتافتند. تعداد طلاب و محصلان در این دوره را بیش از هزار نفر گزارش کرده‌اند. عبدالکریم حائری در این میان از سه عنوان اصلی مرجعیت، زعامت و تدریس در حوزه قم و اداره امور آن؛ برخوردار بود که سبب شد به عنوان «آیت‌الله مؤسس» یا «مؤسس حوزه علمیه قم» مشهور شود. مهم‌ترین وظیفه او در این دوره، مدیریت حوزه نوپای قم بود. تحول در روش آموزش در حوزه‌های علمیه، تخصصی شدن ابواب فقهی، توسعه دامنه معلومات طلاب و آموزش زبان‌های خارجی، از جمله اهداف و نگرش‌های او برای حوزه علمیه قم بود. حائری همچنین به جهت حفظ حوزه علمیه قم، از ورود به جریان‌های مخالف محمدرضا پهلوی، خودداری می‌کرد. از شاگردانی که در این دوره از حوزه علمیه قم، فارغ‌التحصیل شدند، می‌توان به میرزا هاشم آملی، محمدعلی اراکی، سید احمد زنجانی، سید احمد خوانساری، سید محمدتقی خوانساری، سید محمد محقق داماد، سید ابوالحسن رفیعی قزوینی، سید کاظم شریعتمداری، سید صدرالدین صدر، سید کاظم گلپایگانی، سید روح‌الله خمینی، سید محمدرضا گلپایگانی، ملاعلی معصومی همدانی، سید شهاب‌الدین مرعشی نجفی و سید علی یثربی همدانی اشاره کرد. حائری در مدت ۱۵ سال مدیریت بر حوزه علمیه قم، توانست این حوزه را به اوج شکوفایی و باروری علمی خود برساند. در این دوره، حکومت پهلوی لایحه‌ای را به تصویب رساند که بر اساس آن، روحانیون ملزم به دادن آزمون امتحانی شدند. حائری نیز این طرح را پذیرفت به شرط آنکه در قم برگزار شود و خود او بر آن نظارت داشته باشد.

#### دوره پس از تأسیس

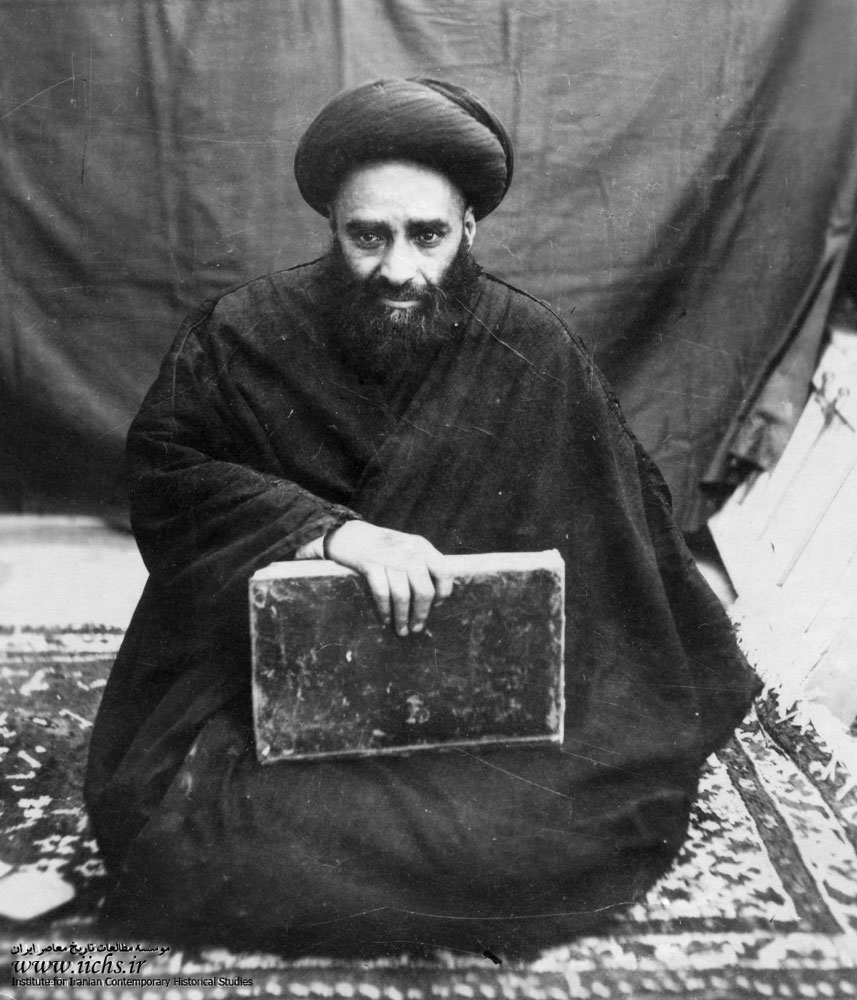
عکسی از سید محمد حجت کوه‌کمری (زعیم حوزه علمیه قم پس از حائری)

پس از حائری، مدیریت حوزه عملیه قم، به دست سید صدرالدین صدر، سید محمدحجت کوه‌کمره‌ای و سید محمدتقی خوانساری بود. این سه تن، از شاگردان و افراد مورد اعتماد حائری بودند. این سه تن توانستند با توجه به مشکلات حوزه علمیه مشهد و تعطیلی آن به جهت‌های سیاسی؛ از تعطیلی حوزه علمیه قم، جلوگیری کنند. حجت کوه‌کمره‌ای در این دوران مدرسه حجتیه را بنا کرد. سید صدرالدین صدر مسئولیت امتحانات طلاب را برعهده گرفته بود و محمدتقی خوانساری نیز این دو را در اداره هرچه بهتر حوزه علمیه کمک می‌کرد. با این وجود، اوضاع حوزه علمیه قم در این دوره، نابسمان توصیف شده است به طوری که تعداد طلاب از هزار نفر به نزدیک ۴۰۰ نفر تقلیل یافت. سید حسین طباطبایی بروجردی که خود از شاگردان حائری در قم بود و مدتی را در بروجرد گذرانده بود، به جهت تقدم سنی و همین‌طور جایگاه والای علمی و نفوذی که داشت؛ می‌توانست حوزه عملیه قم را که در آن زمان در تنگنای سیاسی قرار داشت؛ رهایی بخشد. از همین رو با درخواست عالمان قم، به این شهر مهاجرت کرد و در سال ۱۳۲۳، در قم ساکن شد. در دایرةالمعارف بزرگ اسلامی از درخواست محمدرضا پهلوی و برخی از دولتمردان از وی برای این کار، یاد کرده‌اند. در دوره حضور بروجردی در قم، حوزه علمیه قم که بیشتر، تالی حوزه علمیه نجف بود، به بزرگ‌ترین مرکز علمی شیعی در جهان اسلام مبدل شد. تعداد طلاب در این دوره را ۵۰ هزار طلبه عنوان کردند. همچنین در این برهه از تاریخ، حوزه علمیه نجف، برای اولین بار از کمک‌های مالی حوزه علمیه قم استفاده کرد. در اواخر دهه ۱۳۲۰ ه‍.ش و اوایل دهه ۱۳۳۰، حوزه علمیه قم به محلی برای طلاب سایر نقاط کشور مبدل شده بود تا جایی که جمعیت طلاب شهر را در ۱۳۲۶ ه‍.ش دو هزار نفر و در سال ۱۳۳۳، پنج هزار نفر عنوان کرده‌اند. بروجردی در دوران زعامت حوزه عملیه قم، اقداماتی را نیز در زمینه بین‌الملل انجام داد. او نمایندگانی به مدینه، کویت، پاکستان، آمریکا و اروپا ارسال کرد تا از وضع مسلمانان آنجا خبر داشته باشد. او تلاش‌هایی برای تأسیس مراکز در کشورهای دیگر کرد. تأسیس دارالتقریب در مصر و پذیرش مذهب جعفری به عنوان یک فرقه اسلامی توسط دانشگاه الازهر، از تلاش‌ها او بود.

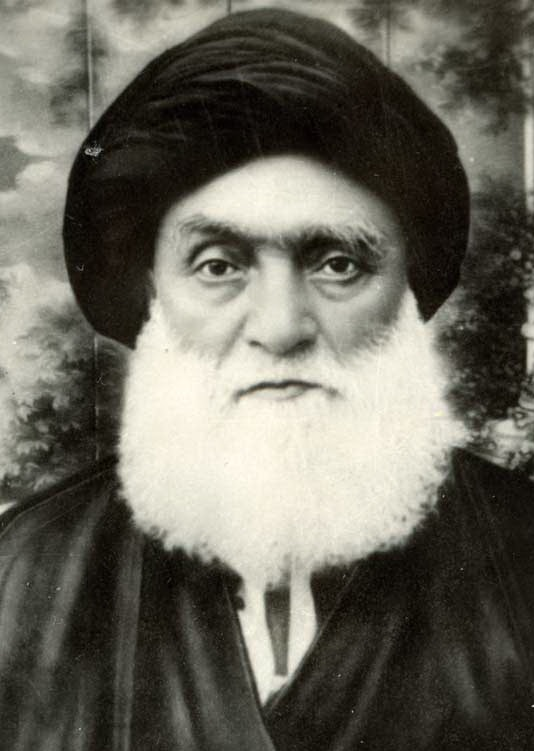
حسین بروجردی، از مراجع شیعه که برای مدتی حوزه علمیه قم را مدیریت می‌کرد.

با درگذشت بروجردی، پیام تسلیت شاه ایران، به سید محسن حکیم در نجف ارسال شد. این اقدام شاه در نظر حوزه علمیه قم، خارج کردن مرجعیت از ایران تلقی شد. تصویب لایحه انجمن‌های ولایتی و ایالتی، در سال ۱۳۴۱ ه‍. ش، با این بند که شرط اسلام از شرایط انتخاب‌کنندگان و انتخاب‌شوندگان حذف شده است، و همین‌طور سوگند به قرآن یا هر کتاب دیگر را جایز شمرده بود، با اعتراض‌های حوزه علمیه همراه بود. حوزه علمیه قم که تا پیش از این در وقایع سیاسی، با احتیاط ورود می‌کرد، اینبار اعتراض‌های سختی نشان داد که در نهایت با تلگرافی از دولت به محمدرضا گلپایگانی، مبنی بر اینکه این لایحه اجرا نخواهد شد، اعتراض‌ها به پایان رسید. در همان سال تحریم همه‌پرسی برای لوایح شش‌گانه باعث کدورت بیشتر بین حوزه علمیه قم با دولت شد. سفر شاه به قم نیز این کدورت را رفع نکرد و بلکه با عدم حضور روحانیون در این استقبال، باعث افزایش اختلاف شد. روح‌الله خمینی که در آن دوره یکی از مدرسان حوزه علمیه قم بود، بیانیه‌هایی را علیه حکومت پهلوی منتشر کرد. خمینی در بیانیه‌ای اعلام کرد که در دوم فروردین ۱۳۴۲ که مصادف با ۲۵ شوال بود، به جهت مصادفت عید نوروز و سالروز کشته شدن جعفر صادق، ایرانیان عید نوروز ندارند. این اطلاعیه سبب شد تا نیروهای حکومتی برای سرکوب عزاداری این روز که در مدرسه فیضیه برگزار می‌شد، به این مدرسه هجوم برده و جمعی را کشته و زخمی کنند. اقدامی که با ابراز مخالفت‌هایی از قم و نجف همراه بود. با بالا گرفتن اختلاف‌های حوزه علمیه و دولت، حکومت اعلام کرد که طلاب به سربازی اجباری خواهند رفت و کسانی که کارت طلبگی نداشته باشند، باید دستگیر شوند.

### در عصر جمهوری اسلامی
پس از پیروزی انقلاب اسلامی حوزه‌های علمیه سراسر ایران به مرحله تازه سیاسی، اقتصادی وارد شدند و گسترش چشم‌گیری یافتند. قم نیز از این قاعده مستثنی نماند و هم‌اکنون بالغ بر چهل هزار نفر از طلاب ایرانی و خارجی در آن به درس و بحث مشغول هستند و تشکیلات حوزه با مجهز بودن به فناوری روز به روند تکاملی خود ادامه می‌دهد.

## نهادها

### مقسم و دفتر شهریه
در دوره‌های قبل، کسانی که از جانب مراجع تقلید به میان طلاب رفته و شهریه را بین آنها تقسیم می‌کردند را مقسم می‌گفتند. این افراد غالباً از میان روحانیون قابل اعتماد انتخاب می‌شدند. وظیفه مقسم آن بود که وجوهات و شهریه طلاب را به مدارس برده و در دفتر شهریه، با بررسی لیست شهریه‌بگیران از میان طلاب، بین آنها تقسیم می‌کرد. شیوه تقسیم شهریه ممکن بود چند روزی به طول بینجامد و از همین رو، هر مدرسه روز به خصوص خود را در تقسیم شهریه داشت. در دوران مدیریت حائری، سید هدایت‌الله عقدایی و پس از او، علی‌محمد قمی و محمد صدوقی یزدی و در عصر بروجردی، محمدحسین احسن مسئول دفتر شهریه این دو مرجع تقلید بودند.

### اداره امور مشمولان
با الزامی شدن رفتن طلاب به سربازی، برای نظم این امر در حوزه علمیه قم نیز اداره‌ای به این منظور تشکیل شد. در دوران حائری، عبدالحسین بروجردی وظیفه رسیدگی به امور مشمولان را عهده‌دار بود. مجتبی عراقی نیز در دوره بروجردی به این منصب منسوب شد. در سال ۱۳۶۶ ه‍.ش و با تأسیس شورای مدیریت حوزه، اداره مشمولان برعهده این شورا قرار گرفت.

### شورای مدیریت حوزه
اولین شورای مدیریت حوزه، پس از انقلاب اسلامی ایران و در سال ۱۳۵۹ شکل گرفت. این شورا به دستور روح‌الله خمینی و با هماهنگی دیگر مراجع تقلید تأسیس شد. امور این تشکیلات از طریق دبیرخانه آن دنبال می‌شد که در هفت بخش تدوین شده بود. بخش علمی، بخش اخلاق و تزکیه، بخش مدیریت داخلی، بخش تبلیغات و مبلغین و بخش آمار و اطلاعات. تعیین مدیر حوزه علمیه قم بر عهده این شوراست. امروزه بیشتر حوزه‌های علمیه کشور ایران، بر پایه تصمیمات به تصویب رسیده در این شورا عمل می‌کنند. در این بین، دو شهر مشهد و اصفهان، شورای مدیریت مستقل خود را دارا هستند.

### جامعه مدرسین حوزه علمیه قم
جامعه مدرسین حوزه علمیه قم، نهادی علمی، فرهنگی، سیاسی و اجتماعی است که با هدف اصلاح و برنامه‌ریزی برای فعالیت‌های حوزه علمیه قم، در سال ۱۳۴۱ ه‍.ش تأسیس شد. با گسترش وسعت حوزه علمیه قم از جهت جمعیت؛ پیچیدگی رسیدگی به امور حوزه علمیه برخی از مدرسین جوان حوزه علمیه را بر آن داشت تا نظام جامعه مدرسین را تأسیس کنند. این گروه از مدرسین حوزه علمیه که «هیئت مدرسین» نام داشتند؛ طرح‌هایی را با توجه به نیاز حوزه عملیه قم تدوین کردند و برای تأیید برای سید حسین بروجردی فرستادند. او نیز این طرح‌ها را پذیرفت اما از قبول مسئولیت، خودداری کرد. با درگذشت بروجردی در ۱۳۴۰ ه‍. ش، با عضویت اعضاء جدید، اساس‌نامه این بنیاد نوشده شد. این نهاد به فعالیت‌های خود ادامه داد و در جریان انقلاب ۵۷ ایران، به یکی از کانون‌های مبارزاتی علیه حکومت پهلوی مبدل شد. کمی بعد پس از بر سر کار آمدن جمهوری اسلامی، این نهاد در سال ۱۳۵۸ به صورت رسمی ثبت شد و به فعالیت خویش ادامه داد. تنظیم برنامه‌های درسی حوزه علمیه، اصلاح کتاب‌های درسی، تربیت طلاب برا تبلیغ در کشورهای خارجی، ایجاد مرکز تحقیقات و مطالعات علمی، و تربیت هرچه بهتر طلاب از جمله اهداف این نهاد در اساس‌نامه‌اش ذکر شده است.

### دارالتبلیغ اسلامی
این نهاد با تلاش‌های محمدکاظم شریعتمداری تأسیس شد. هدف از این مجموعه، تربیت طلاب برای تبلیغ در بلادهای مختلف بود. این مؤسسه به سال ۱۳۴۴ تأسیس شد و برنامه‌های درس آن مشتمل بر اصول عقاید، بررسی ادیان و مذاهب، تفسیر و حفظ قرآن، فقه و اصول، علم حدیث، حفظ متون دینی، تاریخ اسلام، شناسایی کشورهای اسلامی، ادبیات فارسی و عربی، فن خطابه و بیان و… بود.

## نظام درسی

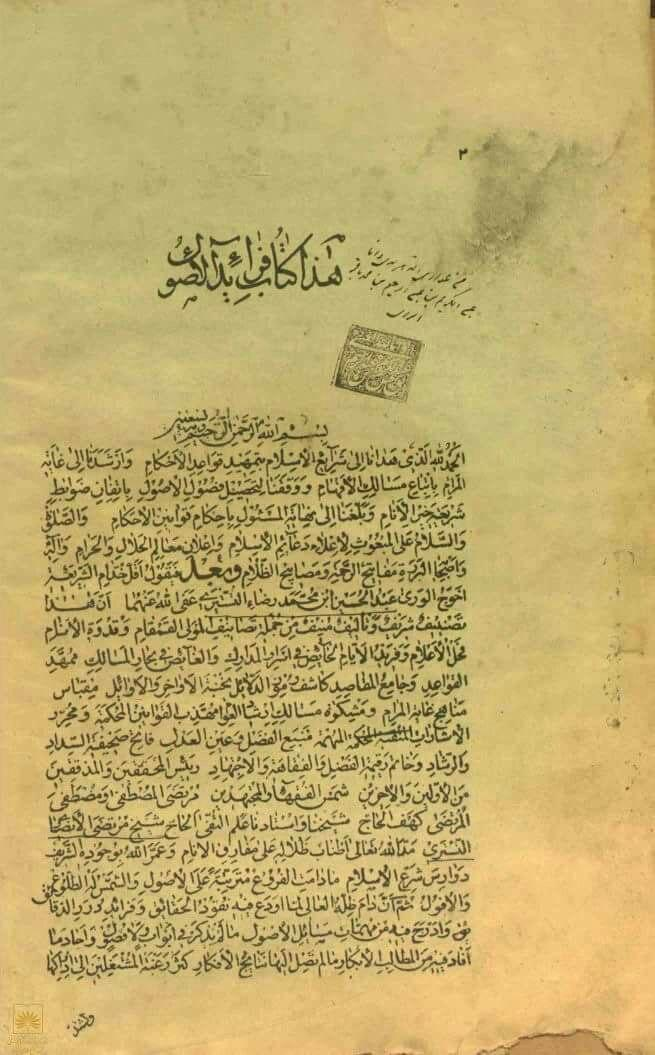
نسخه خطی کتاب فرائدالاصول در کتابخانه ملی ایران

### مواد درسی
در حوزه قدیم قم، ادبیات عرب مورد توجه استادان بود. کتاب‌های «الشعر و الشعراء» و «النحو» اثر ابوجعفر برقی، از آثار در زمینه ادبیات بود که در حوزه تدریس می‌شد. در حوزه علوم قرانی، کتابی را که ابوطالب عبدالله بن صلت قمی نوشته بود، مورد توجه این حوزه قرار گرفت. کتاب التنزیل و التعبیر اثر ابوعبدالله برقی و نیز کتاب دیگرش التفسیر و همین‌طور کتاب تفسیری حسن بن خالد در ۱۲۰ جلد که حسن عسکری آن را املا کرده بود، از آثاری است که در این حوزه شکل گرفته بود. در مورد کتاب‌های فقهی، نیز محدثان قمی آثار بسیاری نوشته بودند که به کتاب‌هیا محمد بن حسن صفار و سعد بن عبدالله شاعری می‌توان اشاره کرد. تفسیر علی بن ابراهیم قمی نیز در این دوره نگارش یافت که بعدها پایه تفاسیر بسیاری قرار گرفت. کتاب‌های الجبر و التفویض و همین‌طور کتاب مایفعل الناس حین یفقدون الامام، از آثار در زمینه کلام است که در این حوزه مورد توجه قرار گرفته است. کتاب الغیبه حمیری، دیگر کتاب در این موضوع است. علوم تاریخ و جغرافیا، تراجم و علم رجال نیز در این حوزه مورد اهمیت قرار می‌گرفت. امروزه در حوزه علمیه قم، دروس فقه، اصول فقه، فلسفه، کلام، تفسیر قرآن، علوم قرآنی، ادبیات عرب، رجال، درایه و اخلاق از دروس اصلی به حساب می‌آیند. برخی دروس چون ریاضیات و نجوم نیز از درس‌های تدریس شده در حوزه علمیه قم بوده‌اند.

به گزارش هفته‌نامه افق حوزه، در سال تحصیلی ۸۷–۸۸ و تنها در سطوح عالی حوزه علمیه قم (یعنی پایه‌های هفتم، هشتم، نهم و دهم)، ۵۸۷ واحد درسی تدریس شده است. کتاب‌های مکاسب، رسائل، لمعه و کفایه از کتاب‌های اصلی در زمینه فقه و اصول هستند که در حوزه علمیه امروزی تدریس می‌شوند.

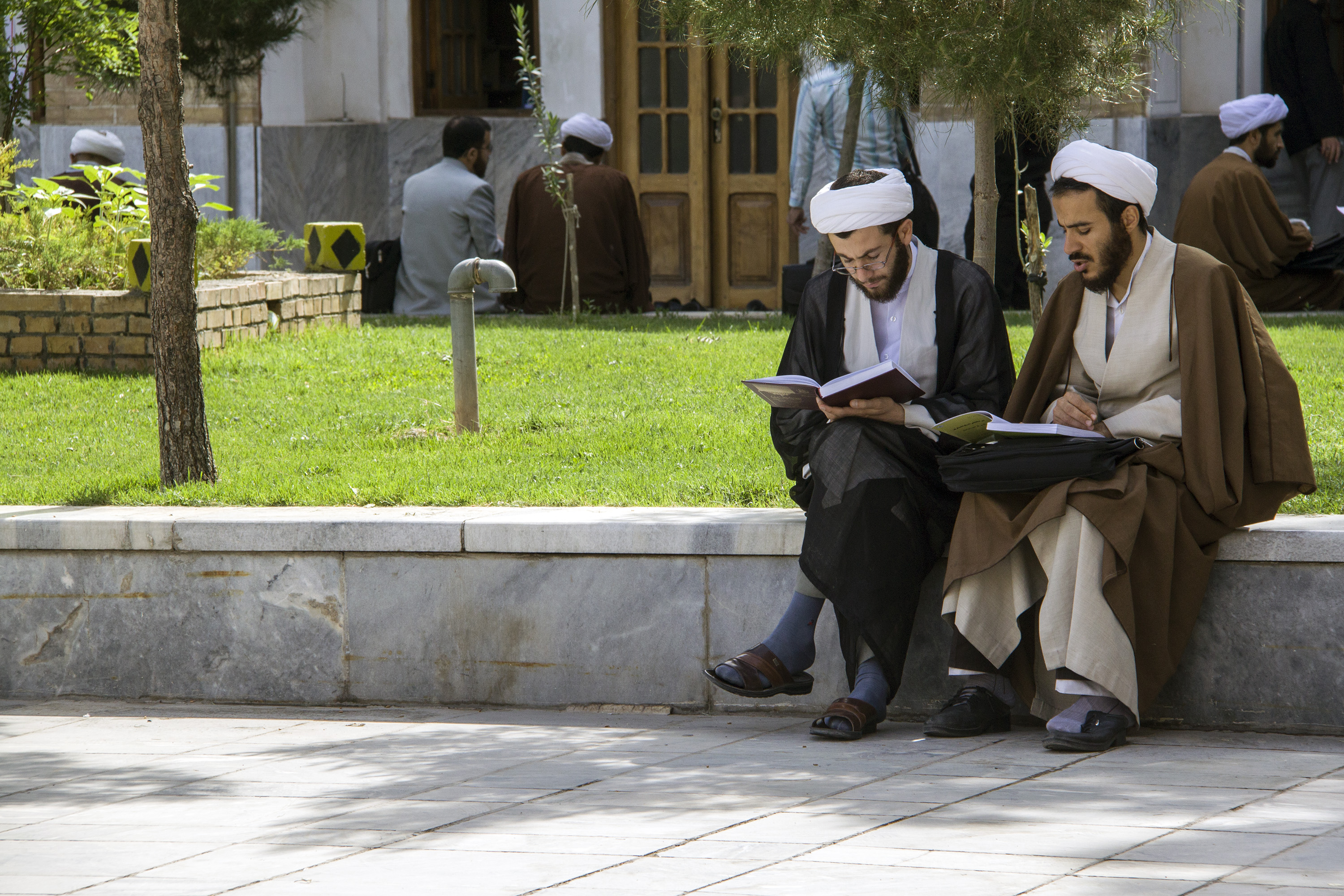
دو طلبه در مدرسه فیضیه قم در حال مباحثه

### نوع آموزش
نوع آموزش در تمام حوزه‌های شیعی، تقریباً همسان بوده است. در عصرهای گذشته، طالبان علم، در محضر استادان حاضر می‌شدند و استادان نیز احادیث را از روی نوشته یا از حفظ برای آنها بازگو می‌کردند. شاگردان نیز این احادیث را یا به حافظه می‌سپردند یا می‌نوشتند. کتاب‌های آمالی و مجالس حاصل اینگونه آموزش‌ها بود. گاهی نیز شاگردان کتاب یا حدیثی را برای استاد می‌خواندند و استاد صحت حدیث را تأیید می‌کرد. بعد از آنکه تبحر شاگرد در شنیدن و فهم حدیث، برای استاد ثابت شد، از جانب استاد خود، اجازه روایت می‌گرفت.
امتحان از طلاب در تاریخ حوزه علمیه قم فراز و نشیب داشته است. در ابتدا با برگزاری امتحان به این بهانه که هدف حکومت از الزام امتحان، شناسایی طلاب مستعد برای جذب در دستگاه‌های دولتی است، ممانعت شد، اما بعد؛ حائری و بروجردی به عنوان دو زعیم حوزه علمیه آن را پذیرفتند. با این وجود عالمان نجف با مخالفت‌هایی از برگزاری امتحان برای طلاب، خواستار لغو آن شدند که در نهایت بروجردی این امتحان را در قم لغو کرد. پس از بروجردی، مسئله امتحانات حوزوی مجدد مطرح شد و به تصویب رسید و امروزه با جدیت پیگیری می‌شود. امتحان‌های حوزه امروزه به عنوان محکی برای اطمینان از گذراندن دروس توسط طلاب مورد توجه قرار گرفته است. گلپایگانی در این خصوص، شرط امتحان در دوره بعدی را گذراندن دوره قبل عنوان کرد. این امتحانان سبب رتبه‌بندی سطوح و در نتیجه رتبه‌بندی شهریه‌ها شد.

### مدارج علمی

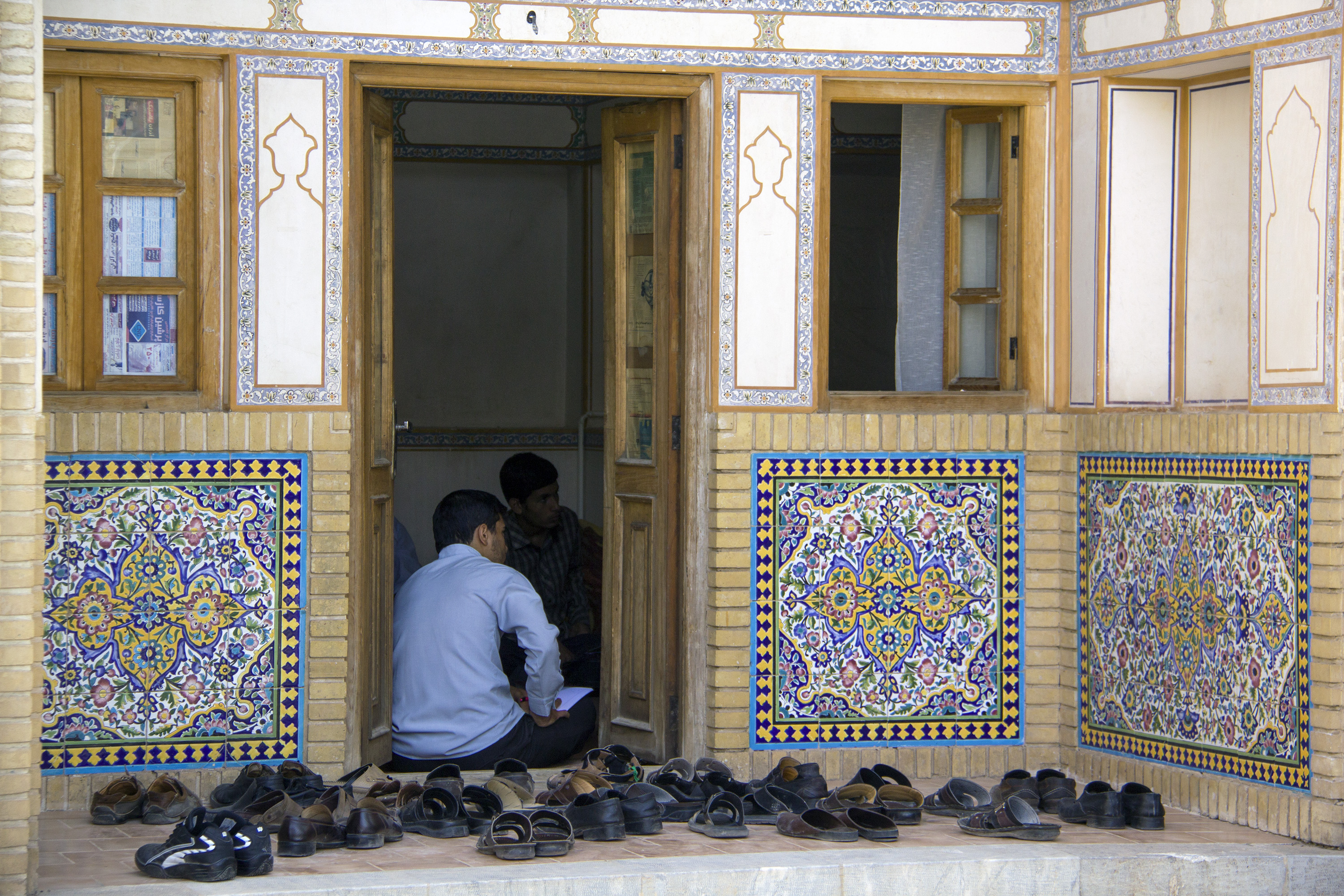
مدرس، محلی برای گرفتن درس‌های علوم دینی در حوزه‌های علمیه (مدرسه خان، از مدارس حوزه علمیه قم)

رتبه‌بندی‌های امروزی در حوزه‌های علمیه در سه سطح اصلی و سطح چهارمی که بعد از آن قرار دارد تدوین شده است هر سطح از سطوح، دارای پایه‌های مختلفی است که هرکدام یکسال نیاز به زمان دارد:
- سطح اول: شامل دروس با موضوع ادبیات عرب و کتاب شرح لمعه (پایه اول، دوم، سوم، چهارم، پنجم و ششم)
- سطح دوم: شامل دروس با موضوع اصول فقه و فقه و کتاب‌های مکاسب محرمه و رسائل (پایه هفتم و هشتم)
- سطح سوم: شامل دو کتاب مکاسب و کفایه (پایه نهم و دهم)
- سطح چهارم: دروس خارج فقه

مدارج علمی در حوزه عملیه، با مدارک تحصیلی دانشگاهی و آموزش و پرورش، قابلیت معادل سازی دارند. این معادل‌سازی به شرح ذیل است:
- پایان سطح اول: معادل با دیپلم
- پایان سطح دوم به انضمام پایان‌نامه: معادل با کارشناسی
- پایان سطح سوم: معادل با کارشناسی ارشد
- پایان سطح چهارم (گذراندن چهار سال درس خارج فقه و اصول به همراه چهار امتحان و نگارش رساله تحقیقی): معادل با دکتری

## نظام مالی

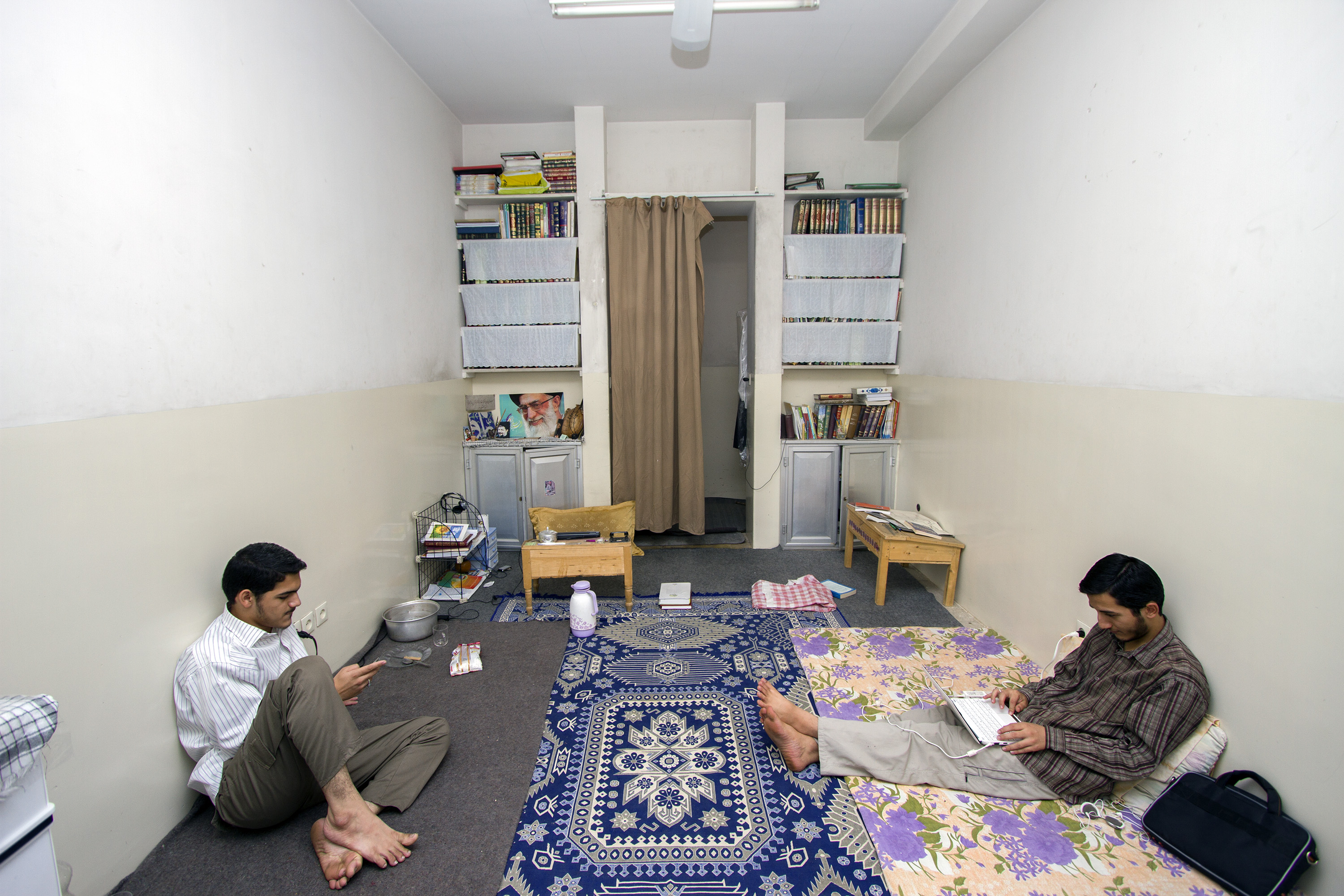
نمایی از حجره دو طلبه در مدرسه شهیدین بهشتی و قدوسی (رهما) از مدارس حوزه علمیه قم

از نظام مالی حوزه علمیه قم در اعصار گذشته، اطلاعات چندانی جز اینکه استادان و شاگردان در کنار درس، کسب و کار داشته و از ان محل درآمد داشته‌اند، چیز دیگری در دست نیست. از آنجا که در تاریخ قم، اشعریان به عنوان پرداخت کنندگان وجوهات به وکیلان امامان عنوان شده‌اند؛ احتمال داده شده است که بخشی از این وجوهات، به مصرف تحصیلات طلاب علوم دینی اختصاص داشته است. در دوره تأسیس حوزه علمیه جدید قم در عصر حائری یزدی، او تلاش‌های در تغییر وضع زندگانی طلاب کرد. او برای تشویق طلاب به درس، جایزه‌هایی تعیین کرد. او همچنین بازسازی‌های متعددی را در فضاهای درسی حوزه علمیه قم رقم زد. در این دوران، بیشتر بودجه مالی حوزه علمیه قم از طریق وجوهات شرعی و اوقاف تأمین می‌شد. رضاشاه با هدف محدود کردن روحانیون، اداره امور اوقاف را به دولت سپرد و به همین بهانه، بسیاری از مدارس علمیه را تصاحب کرد. هزینه زندگی طلاب در این دوره از درآمدهای شخصی، کمک‌های بازرگانان و اعیان شهرها و کمک خرجی از جانب حائری تأمین می‌شد. تمام هزینه‌های حوزه علمیه قم در عصر حائری را ده هزار تومان گزارش کردند که پس از مرگ او به دوهزار و هفتاد تومان کاهش پیدا کرد. حائری در این دوره به هر کدام از طلاب مجرد ماهیانه سی ریال و به هر یک از طلاب متأهل ماهانه ۱۵۰ ریال می‌پرداخت. این مبلغ علاوه بر هفت من و نیم نام به فرد مجرد و به آزاری هر فرد از خانواده طلبه متأهل ۵ من نان بود. در این دوران گاهی برای طلاب هزینه‌های سوخت زمستانه، بیماری، ازدواج یا سفر به صورت فوق‌العاده پرداخت می‌شد. شهریه در دوره مدیریت حجت کوه‌کره‌ای نیز همان‌طور بود جز آنکه سهمیه نان طلاب متأهل افزایش یافته بود. مستمری حائری تا ۱۵ سال بعد از مرگ او نیز به همان شکل پرداخت می‌شد. حائری همچنین دادن حجره و شهریه به طلاب تازه‌وارد را منوط به گذرانده حداقل شش ماه از زمان ورود و تکمیل تحقیق دربارهٔ آنان کرده بود.
در دوره بروجردی، به طلاب تا پیش از شروع درس لمعه، شهریه‌ای تعلق نمی‌گرفت مگر آنکه استعداد خویش را نشان داده باشند. میزان شهریه در زمان بروجردی را به هر فرد مجرد در دوره سطح که به خواندن لمعه مشغول بود، ۱۵۰ ریال، و طلبه متأهل در همین دوره را ۳۰۰ ریال؛ طلبه مجرد در سطحی که مکاسب و رسائل بخواند را ۲۰۰ ریال و متأهل آن را ۴۰۰ ریال؛ و طلبه‌ای درس خارج‌خوان مجرد را ۳۰۰ ریال و متأهل آن را ۶۰۰ ریال گزارش کرده‌اند. این مبلغ تا چند سال بعد از مرگ بروجردی با افزایش اندکی ادامه داشت و در دهه چهلم، افزایش بیشتری یافت. در این سال شهریه‌ها به این ترتیب پرداخت می‌شد: طلبه لمعه، ۴۰۰ تا ۶۰۰ ریال (با تفاوت در تأهل و تجرد)، طلبه رسائل و مکاسب، ۶۰۰ تا هزار ریال و طلبه خارج‌خوان ۶۵۰ تا ۱۳۰۰ ریال. در نظام امروزه پرداخت شهریه نیز طلاب بنابر سطحی که در آن حضور دارند و متأهل یا مجرد بود، شهریه متفاوت خود را دریافت می‌کنند.

## نظام اداری
در دوره بروجردی، تحول‌هایی در نظام ادرای حوزه علمیه قم صورت گرفت. دستگاه‌های ذی‌ربط ملزم شدند تا نامه‌های صادر شده از جانب حوزه علمیه را شماره‌گذاری و بایگانی کنند. همچنین باید تمام وکالت‌نامه‌هایی که به روحانیون داده می‌شد، در دفتری ثبت و ضبط گردد. در هر عصر، مدیریت حوزه علمیه قم برعهده یک فرد بود و او برای هر مدرسه در قم، مدیری مشخص می‌کرد.

## مدارس

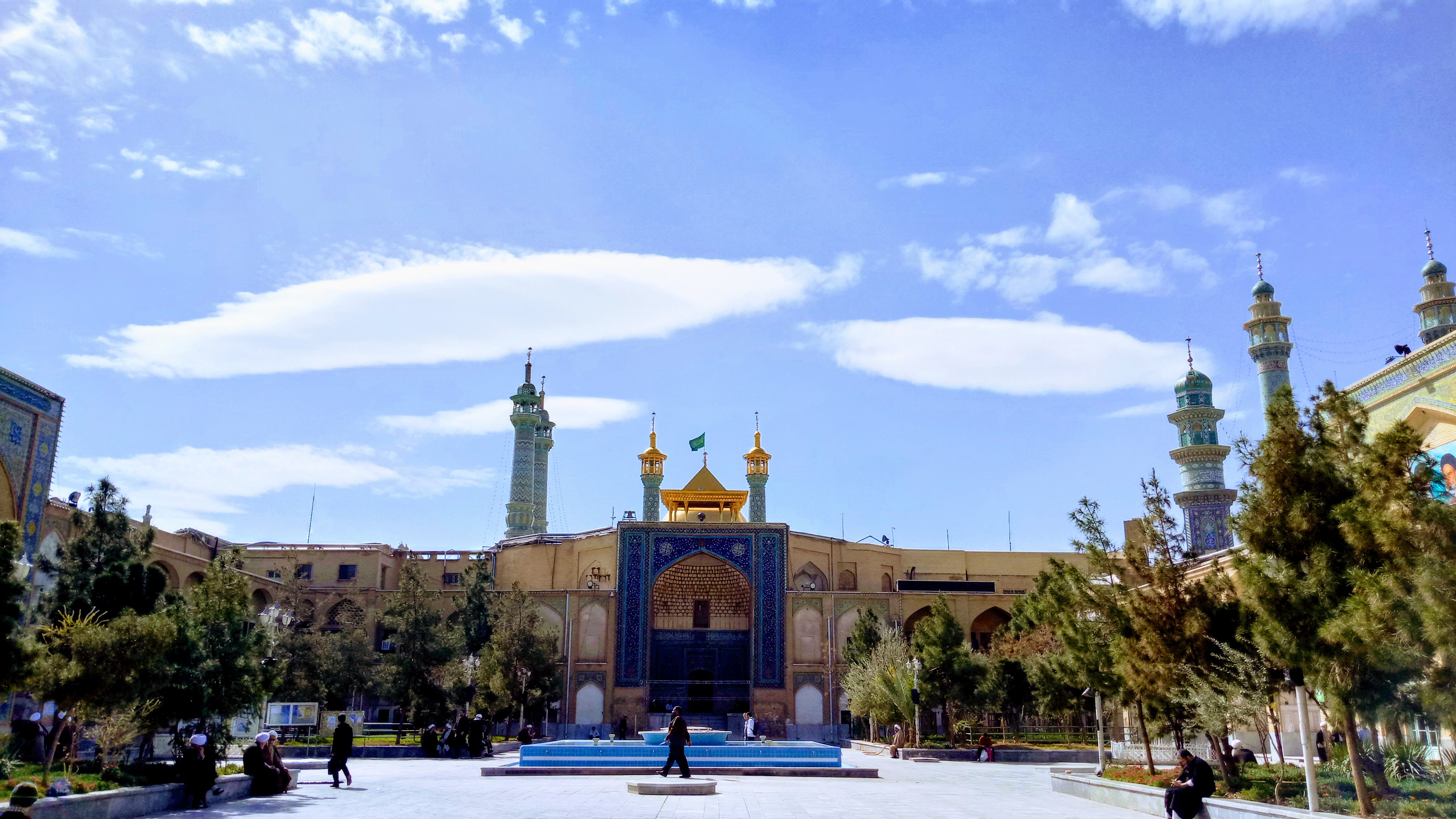
نمایی از مدرسه فیضیه در قم

مدرسه‌های تحت مدیریت حوزه عملیه قم، اعم از مدارس قدیمی و جدیدی هستند که در این شهر قرار گرفته‌اند.
| ردیف | نام مدرسه    | تعداد حجره | تعداد طلبه |
| ---- | ------------ | ---------- | ---------- |
| ۱    | مدرسه فیضیه  | ۹۱         | ۲۰۰        |
| ۲    | دارالشفاء    | ۲۸         | ۴۲         |
| ۳    | رضویه        | ۲۴         | ۴۳         |
| ۴    | حاج ملاصادق  | ۲۵         | ۴۵         |
| ۵    | ناصریه       | ۲۳         | ۲۲         |
| ۶    | مهدی قلیخان  | ۱۴         | ۲۰         |
| ۷    | حاج سید صادق | ۱۰         | ۱۸         |
| ۸    | مدرسه حجتیه  | ۲۶         | -          |

## استادان مشهور
اسامی به ترتیب الفبایی آمده است:
- رضا استادی
- علی‌پناه اشتهاردی
- یحیی انصاری شیرازی
- سید رضا بهاءالدینی
- اسدالله بیات زنجانی
- محمدتقی بهجت
- میرزا جواد تبریزی
- میرزا علی احمدی میانجی
- محمدابراهیم جناتی
- مرتضی حائری یزدی
- سید محمد حسینی بهشتی
- سید محمدصادق روحانی
- سید محمدباقر سلطانی
- حسین شب زنده دار
- مهدی شب زنده دار
- سید موسی شبیری زنجانی
- سید صادق شیرازی
- سید محمد شیرازی
- لطف‌الله صافی گلپایگانی
- علی صافی گلپایگانی
- یوسف صانعی
- سید رضا صدر
- سید محمدحسین طباطبایی
- محمدعلی علوی گرگانی
- محمد فاضل لنکرانی
- سید تقی طباطبایی قمی
- علی کریمی جهرمی
- میرزا خلیل کمره‌ای
- سید محمدرضا گلپایگانی
- سید محمد محقق داماد
- محمد علی مدرس افغانی
- سید احمد مددی
- علی مشکینی
- سید محمود مدنی بجستانی
- ناصر مکارم شیرازی
- حسینعلی منتظری
- سید عبدالکریم موسوی اردبیلی
- حسین وحید خراسانی
- سید محمود هاشمی شاهرودی

## برای مطالعهٔ بیشتر
- زهره‌کاشانی، علی‌اکبر (۱۳۸۸). «تاریخ حوزه علمیه قم از تأسیس تا سده چهارم (تحلیلی بر زمینه‌ها و عوامل پیدایش و شکوفایی)». تربیت اسلامی (۸): ۴۵–۷۴ – به واسطهٔ نورمگز.